# José Guedes
José Alves Vieira Guedes (Itacajá, 2 de novembro de 1954) é um político brasileiro filiado ao Partido da Social Democracia Brasileira (PSDB) que foi prefeito de Porto Velho por duas vezes. Foi membro da Assembleia Nacional Constituinte eleita  em 1986, como Deputado Federal Constituinte pelo Estado de Rondônia.

## Biografia
José Guedes é Advogado e o Prefeito mais novo da história de Porto Velho (RO), com 30 anos, em 01/06/1985. É um dos signatários da Constituição Federal de 1988. É um dos fundadores do PSDB. Filho de Nelzira Pereira Guedes e Efigênio Alves Ferreira. 
Iniciou a carreira política como Vereador de Porto Velho, eleito em 1982 (PMDB). Foi membro titular do diretório regional do PMDB em Rondônia e foi eleito vereador em Porto Velho nas eleições de 1982.
Foi líder do PMDB na Câmara de Vereadores de Porto Velho, em 1984. 
Nomeado prefeito de Porto Velho em maio de 1985 pelo governador Ângelo Angelim, após aprovação pela Assembleia Legislativa do Estado de Rondônia, foi eleito deputado federal em 1986, para compor a Assembleia Nacional Constituinte de 1987. 
Na Assembleia Nacional Constituinte foi vice-líder do PMDB, sob a liderança do Senador Mário Covas. 
É de sua autoria a parte do inciso XII, do artigo 5º, da Constituição Federal, que permite a interceptação telefônica para fins de investigação criminal. É autor do inciso XVI, do artigo 7º, da Constituição Federal, aprovado em fusão de Emendas, que garantiu remuneração superior, no mínimo, em cinquenta por cento à do normal.
Foi agraciado com o Diploma "Palavra de Honra", pelo DIAP - Departamento Intersindical de Assessoria Parlamentar, como reconhecimento público de desempenho em defesa dos direitos dos trabalhadores durante a elaboração da Constituição Federal de 1988. 
Transferido para o PSDB, no ano de 1989, concorreu ao cargo de Prefeito de Porto Velho (RO) e  foi candidato a governador de Rondônia em 1990 não passando do primeiro turno, apesar de mais votado na capital. Foi eleito prefeito de Porto Velho em 1992, pelo PSDB.
É um dos fundadores do PSDB.  Dentre os fundadores, é o mais novo Parlamentar Federal do partido, com 33 anos, em 25 de junho de 1988. 
Foi vice-líder do PSDB na Câmara dos Deputados.